# Kenneth Carroll Parkes
Kenneth Carroll Parkes (Hackensack (New Jersey), 8 augustus 1922 – Pittsburgh, 16 juli 2007) was een Amerikaanse ornitholoog. Zijn bekendste werk omvat studies over vogelveren en rui.

## Biografie
Parkes bracht zijn kinderjaren en jeugd door in New York. Hij volgde de lagere en middelbare school aan de Lincoln School of Teachers' College in New York en studeerde af in 1939. Hij studeerde aan de Cornell University, waar hij in 1943 zijn Bachelor of Science, in 1948 zijn Master of Science en in 1952 zijn Ph.D. behaalde. Van april 1943 tot februari 1946 diende hij in het Amerikaanse leger. Tijdens zijn tijd aan de Cornell University was Arthur Augustus Allen zijn mentor, die hem tussen 1947 en 1952 heeft opgeleid als curator voor de vogelverzameling aan de Cornell University. De masterproef van Parkes heeft als titel A Survey of Published Colored Illustrations of North American Birds en hij schreef zijn proefschrift over The Birds of New York State and Their Taxonomy. Hoewel de laatste studie nooit in zijn geheel werd gepubliceerd, gebruikte Parkes delen ervan voor verschillende van zijn wetenschappelijke werken en John Lewis Bull behandelde aspecten van deze studie in zijn Birds of New York State in 1974. Parkes is opgeleid in zowel taxonomisch- als museumwerk en werd assistent-curator van de vogelafdeling van de Carnegie Museum of Natural History. De vogelverzameling werd in 1899 opgericht door Walter Edmond Clyde Todd, die tot 1945 de hoofdcurator van deze afdeling was. Todd was al acht jaar met pensioen, toen Parkes de functie op zich nam. Parkes nam een verzameling van meer dan 100.000 studieobjecten over, evenals geassembleerde tentoonstellingsexemplaren en enkele anatomische exemplaren. De zorgvuldig bewaarde verzameling van 9.000 eieren (met volledige datering, vóór de Tweede Wereldoorlog en vóór de gevolgen van de DDT was tot 1969 onder de hoede van Todd. Met de zorg van Parke vanaf het midden van de jaren 1990 groeide de vogelverzameling tot 170.000 exemplaren, waarvan het merendeel afkomstig was van studie-exemplaren. Parkes ontving 16.000 exemplaren via uitwisselingen, geschenken en overdrachten aan onderwijsinstellingen. Bovendien waren er meer dan 14.500 skeletten, 6.500 bereidingen geconserveerd in alcohol en 10.220 sets eieren die werden toegevoegd aan het nieuwe IT-catalogussysteem. Na zijn verhuizing naar Pittsburgh breidde Parkes zijn onderzoek uit naar buiten de Verenigde Staten. In 1956 maakte hij zijn eerste overzeese excursie naar het eiland Luzon op de Filipijnen. Tijdens de jaren 1960 begon hij de neotropische gaten op te vullen van de collectie van het Carnegie Museum. In 1961 vergezelde hij Philip Strong Humphrey en William Henry Partridge op een collectieve expeditie naar Argentinië. Tussen 1963 en 1981 verzamelde hij in acht verschillende delen van Mexico, waarbij hij verschillende collega's zoals Allan Robert Phillips, Robert William Dickerman, John William Hardy en Joseph Reiher Jehl jr. begeleidde. Bovendien verbreedde hij zijn ornithologische horizon door frequente deelname aan vergaderingen in de Verenigde Staten, op internationale congressen of op excursies voor vogelspotten, waarbij hij vaak werd vergezeld door zijn vrouw Ellen. Parkes heeft gedurende zijn carrière ongeveer 35 landen bezocht. Vanaf 1967 bracht hij verschillende zomers door op Great Gull Island, New York voor een sternsstudie door het American Museum of Natural History. De onderzoeksinteressen van Parkes lagen ver binnen het vogelsysteem en de distributie. De meeste van zijn taxonomische studies omvatten loopvogels, reigers, uilen, zwaluwen, de hybridisatie van zangers en de groep zangvogels van de nieuwe wereld met negen handvleugels in het algemeen. Tijdens het uitvoeren van routinewerk aan de voorbereidingen heeft Parkes altijd aandacht besteed aan interessante afwijkingen en raadselachtige exemplaren. Een van de meest bekende objecten was het deel van een veer van de mysterieuze dubbelbandige fazant, die door sommige collega's van Parkes als een onafhankelijke uitgestorven soort werd beschouwd. Parkes geloofde echter zelf dat de veer een abnormaal exemplaar van de argusfazant was. Het IOC volgde dit standpunt in 2011 en BirdLife International in 2012 en verwijderde de dubbelbandige argusfazant van de lijst met geldige vogeltaxa's. Parkes schreef meer dan 400 wetenschappelijke artikelen. Een van zijn beroemdste bijdragen was het artikel An approach to the study of molts and plumages, dat in 1959 verscheen in het tijdschrift The Auk en dat Parkes samen met Philip Strong Humphrey schreef. Zijn talrijke eerste beschrijvingen omvatten de Puerto-Ricozanger (Dendroica angelae), de okerkapvireo ondersoort Hylophilus ochraceiceps pacificus, de graszanger subtype Cisticola juncidis nigrostriatus de Luzonral (lewinia mirifica) (met Dean Amadori), de Filipijnse fluiter subtype pachycephala philippinensis boholensis, de geelkeelboomtimalia subspecies sterrhoptilus capitalis euroaustralis en S. c. isabelae de witvoorhoofdmees subtype Parus semilarvatus snowi (ter ere van David William Snow genoemd), de ornaatmees ondersoort Periparus elegans gilliardi en P. e. bongaoensisevenals de Winchells ijsvogel ondersoort Todiramphus winchelli nesydrionetes en T. w. mindanensis.

## Lidmaatschappen
Parkes was lid van de Wilson Ornithological Society en was daar president van 1972 tot 1975. Hij was een levenslang lid van de American Ornithologists' Union en was daar vice-voorzitter tussen 1975 en 1983. Parkes was ook lid van de Cooper Ornithological Society, de Linnaean Society of New York, de Federation of New York State Bird Clubs, voogd van de Audubon Society of Western Pennsylvania en lid van de raad van bestuur van het Delaware Museum of Natural History. Bovendien was hij lid van minstens 35 andere ornithologische en natuurbeschermingsorganisaties en was hij voor het leven verbonden aan het Cornell Lab of Ornithology.

## Naamtoewijzings
Sommige ondersoorten zijn benoemd naar Parkes, met inbegrip van Zosterops montanus parkesi (bergbrilvogel subtype uit Palawan), mulleripicus funebris parkesi (treurspecht subtype van de Polillo-eilanden), Ixos philippinus parkesi (roodborstbuulbuul subtype van Burias), de gele zanger subtype Dendroica petechia parkesi en goudsnavelsaltator subtype Saltator aurantiirostris parkesi.
- Bibliothèque nationale de France: cb12334386x (data)
- Gemeinsame Normdatei: 1279045752
- International Standard Name Identifier: 0000 0001 1668 3772
- Library of Congress Control Number: nr2001007897
- Nationale Bibliotheek van Tsjechië: mub20221153631
- Nederlandse Thesaurus van Auteursnamen: 069693412
- Système universitaire de documentation: 032284195
- Virtual International Authority File: 71316873
- WorldCat: E39PBJjHkhHx7tRGVQj7bk83cP